# Dinastia Konbaung
La Dinastia Konbaung (in lingua birmana: ကုန်းဘောင်ခေတ်), chiamata anche Dinastia Alaungpaya, regnò in Birmania dal 1752 al 1885 e fu l'ultima dinastia di regnanti del paese. Fu fondata da Alaungpaya dopo la fine del Regno di Taungù, che riunificò tutti i territori in cui si era frammentato. I re della dinastia intrapresero campagne contro diversii regni tra cui quelli di Manipur, Arakan, Assam e Ayutthaya. In seguito alle guerre e ai trattati stipulati con i britannici nel XVIII secolo, si sono determinati i confini dell'attuale Stato birmano.

## Fondazione
Il declino del Regno di Taungù fu dovuto ai continui attacchi provenienti da Manipur e alle ribellioni interne. Cadde per mano dei mon di Pegu, che nel 1740 approfittarono dell'instabilità del regno e fondarono il Regno restaurato di Hanthawaddy. Espugnarono la capitale Ava nel 1752 con il supporto di mercenari olandesi e portoghesi equipaggiati da armi fornite dai francesi. Alaungpaya era il capo del villaggio di Moksobo, situato un centinaio di km a nord-ovest di Ava, nell'attuale Divisione di Sagaing. Organizzò la resistenza contro gli invasori mon ponendosi a capo dei vicini villaggi della valle Mu, fondando la nuova dinastia Konbaung. Il villaggio di Moksobo fu rinominato Shwebo e divenne la capitale del suo regno. Alaungpaya marciò verso Ava e la riconquistò nel 1753, cacciando i mon dall'Alta Birmania.
Nel 1754, i birmani di Alaungpaya respinsero la nuova invasione mon e l'anno successivo invasero la Bassa Birmania occupando il delta dell'Irrawaddy e Dagon, l'odierna Yangon Nel 1756 espugnarono la fortezza dei francesi a Syriam, l'odierna Thanlyin, Pegu capitolò nel maggio del 1757 ed i mon sopravvissuti fuggirono in Siam e a sud nel Tenasserim.  Il successo di Alaungpaya costrinse il Regno Lanna, che si era reso indipendente dalla Birmania nel 1727, ed i governatori di Martaban e Tavoy a riconoscere la supremazia e versare tributi a Shwebo. Deciso a costruire un regno potente e sovrano, Alaungpaya rafforzò l'esercito e ripristinò il potere centrale del sovrano, rimettendo in funzione la macchina dei cerimoniali ed organizzando l'amministrazione politica ed economica.

## Espansione

Bandiera "Reale" della dinastia

I mon non riuscirono ad organizzarsi attorno a un nuovo re ma poterono rimanere nel Tenasserim con l'appoggio dei siamesi e approfittando che, dopo aver conquistato Pegu, l'esercito birmano era impegnato nelle vittoriose campagne contro Manipur, che tra il 1756 ed il 1758 fu sottomesso e reso uno Stato vassallo. Fu poi condotta una campagna contro gli shan nel nord-est, dove nel 1759 furono ripresi i territori annessi dai cinesi della dinastia Ming nei precedenti anni trenta.
Sebbene la dinastia avesse conquistato vasti territori, come era costume anche dei regni birmani precedenti, il potere diretto era limitato alla capitale e all'area della valle dell'Irrawaddy, lasciando ai sovrani vassalli l'amministrazione del proprio Stato. I governanti Konbaung emanarono dure leggi e talvolta ebbero difficoltà ad opporsi alle ribellioni interne. Anche gli shan pagarono tributo alla dinastia Konbaung, senza però essere controllati direttamente.
Una prima spedizione contro i siamesi tra il 1759 ed il 1760 riconquistò il Tenasserim, sconfiggendo definitivamente i mon, risalì poi la penisola malese e pose sotto assedio la capitale Ayutthaya. L'invasione non ebbe successo per la morte accidentale nel 1760 di Alaungpaya, ferito dallo scoppio di uno dei propri cannoni durante l'assedio. Il suo successore fu duramente impegnato da diverse rivolte interne che arrestarono l'espansione del regno. Dal 1766 al 1769, la dinastia respinse quattro invasioni degli eserciti della dinastia Qing dell'Impero cinese, che tentava di riprendere il controllo degli Stati Shan.
Il programma espansionistico riprese dopo qualche anno con l'assoggettamento dei regni laotiani di Luang Prabang e di Vientiane. Il 7 aprile 1767 l'esercito birmano, guidato dal figlio di Alaungpaya Hsinbyushin, espugnò e rase al suolo Ayutthaya dopo 14 mesi di assedio, distruggendo il Regno del Siam, uno degli obiettivi più prestigiosi della storia militare birmana. La grande vittoria coincise con la massima espansione del Regno Konbaung. Il susseguirsi delle invasioni cinesi diede modo ai siamesi di riorganizzarsi attorno al generale Taksin, che dopo pochi mesi cacciò i birmani e fondò il Regno di Thonburi.

## Assestamento
Vi furono negli anni successivi nuove guerre contro i siamesi, che respinsero diverse invasioni e sottrassero ai birmani il controllo del Regno Lanna nel 1775 e quello dei regni laotiani tra il 1778 ed il 1779. I sovrani Konbaung riuscirono invece a mantenere il controllo degli Stati Shan e del Tenasserim prima dagli attacchi di Thonburi e poi da quelli di Bangkok, la capitale del nuovo Regno di Rattanakosin che si era sostituito a quello di Thonburi alla guida del Siam nel 1782.
Nel 1788 venne firmato un trattato di pace con la Cina dei Qing, che avrebbe visto l'inizio di scambi commerciali e avrebbe posto definitivamente fine ai conflitti fra i due paesi. Il re Bodawpaya, che regnò dal 1782 al 1819, oltre a continuare i conflitti contro il Siam consolidò i confini occidentali conquistando ed annettendosi l'Arakan nel 1784, portando i confini del regno a contatto con quelli dell'India britannica. Nel 1814 sottomise una ribellione di Manipur, nel 1817 invase l'Assam e ne fece uno Stato vassallo.

## Declino e fine del regno
I re di Konbaung modernizzarono il regno ed affrontarono la minaccia delle potenze europee, tentando di mantenere l'indipendenza dalle aspirazioni dei francesi e dei britannici. Ebbero successo contro i primi ma dovettero capitolare nel XIX secolo alla supremazia dei secondi, che vincendo le tre guerre anglo-birmane si annessero tutto il paese. La dinastia finì nel 1885, con l'abdicazione in esilio dell'ultimo re Thibaw Min, deportato in India alla fine del terzo conflitto.
Anche il Regno d'Italia prima dell'annessione inglese mirò a impossessarsi della Birmania settentrionale, ma il progetto fallì per la resistenza del Siam ad autorizzare il passaggio attraverso il suo territorio.
Le varie capitali del regno furono Shwebo (1752–1760), Sagaing (1760–1765), Ava (1765–1783, 1821–1842), Amarapura (1783–1821, 1842–1859) e Mandalay (1859–1885), fondata dal re Mindon Min dopo la sconfitta nella seconda guerra anglo-birmana. Situata in posizione strategica, fu costruita su una collina e racchiusa da imponenti mura che la rendevano una fortezza difficile da espugnare. Tuttora è la seconda città della Birmania.